# South Cove
South Cove – wieś i civil parish w Anglii, w Suffolk, w dystrykcie East Suffolk. W 2001 civil parish liczyła 22 mieszkańców. South Cove jest wspomniana w Domesday Book (1086) jako Cova. W civil parish znajdują się 4 zabytkowe budynki.